# Sønderjylland

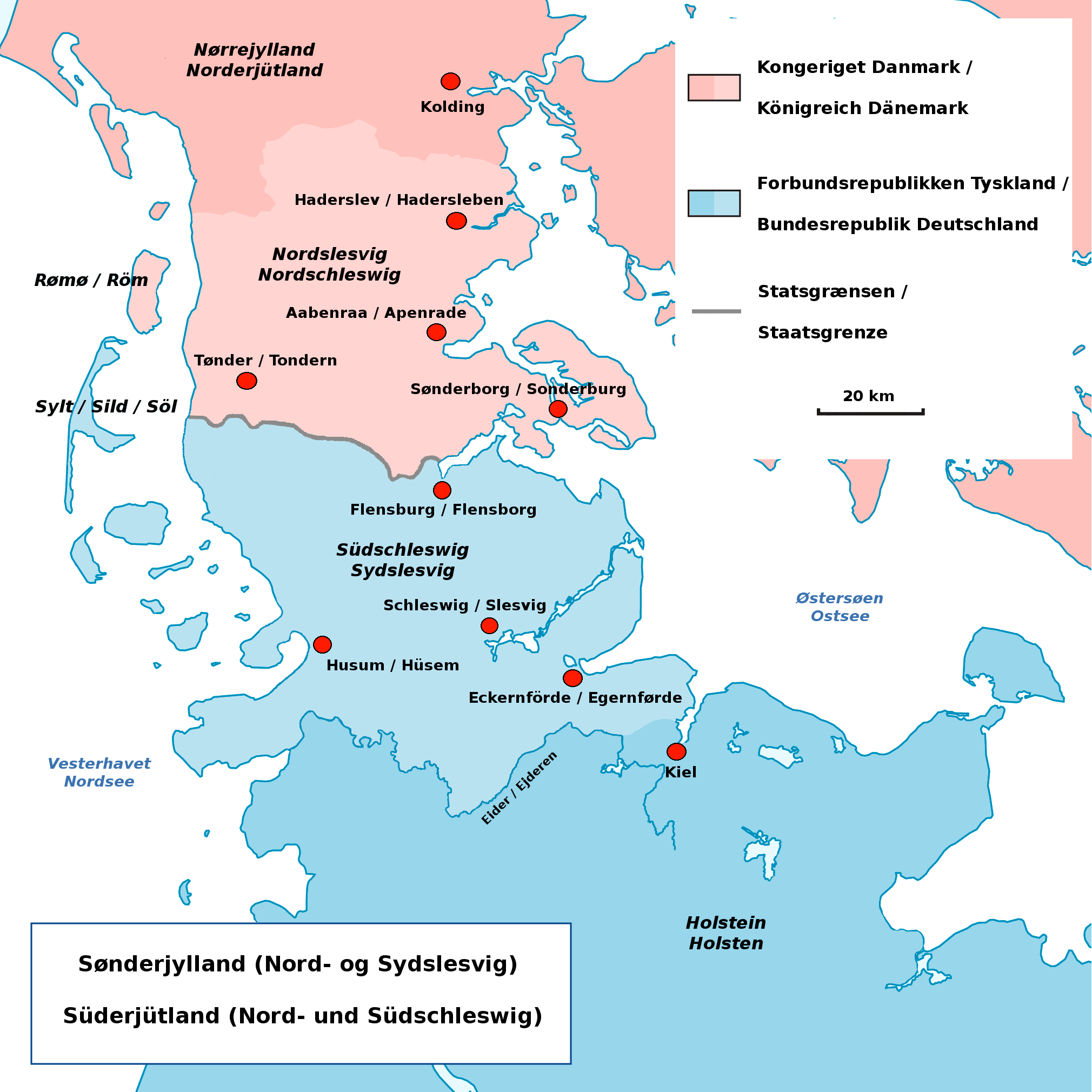
Sønderjylland, ursprungligen hela Slesvig (ljusrosa och ljusblått), betecknar idag vanligen det sedan 1920 danska Nordslesvig (ljusrosa).

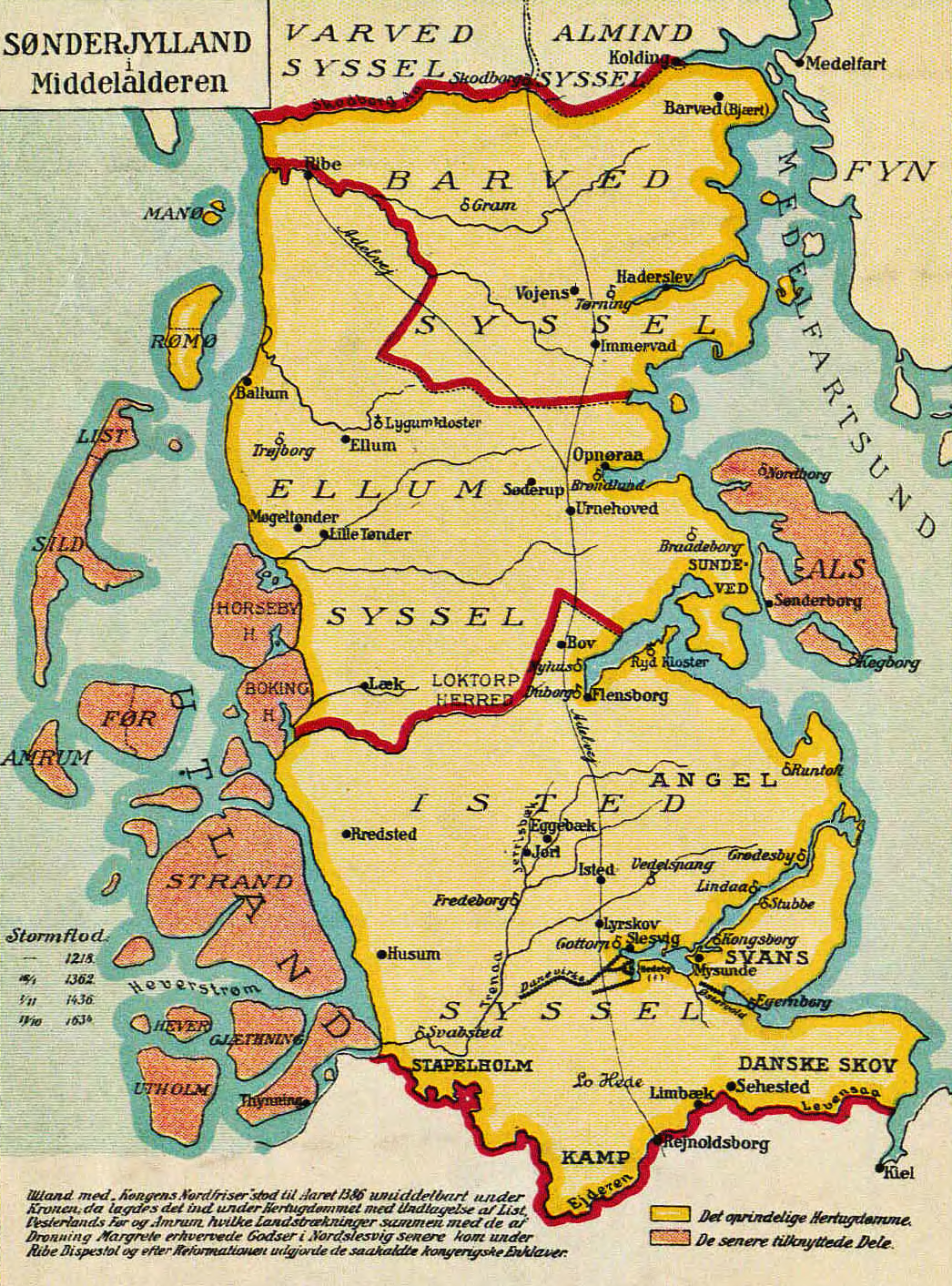
Sønderjylland under medeltiden

Kungariket Danmark och Hertigdömet Slesvig fram till 1864 och gränsen som fastställdes vid freden i Wien 1864 (violett) samt dagens gräns mellan Danmark och Tyskland (vitprickad).

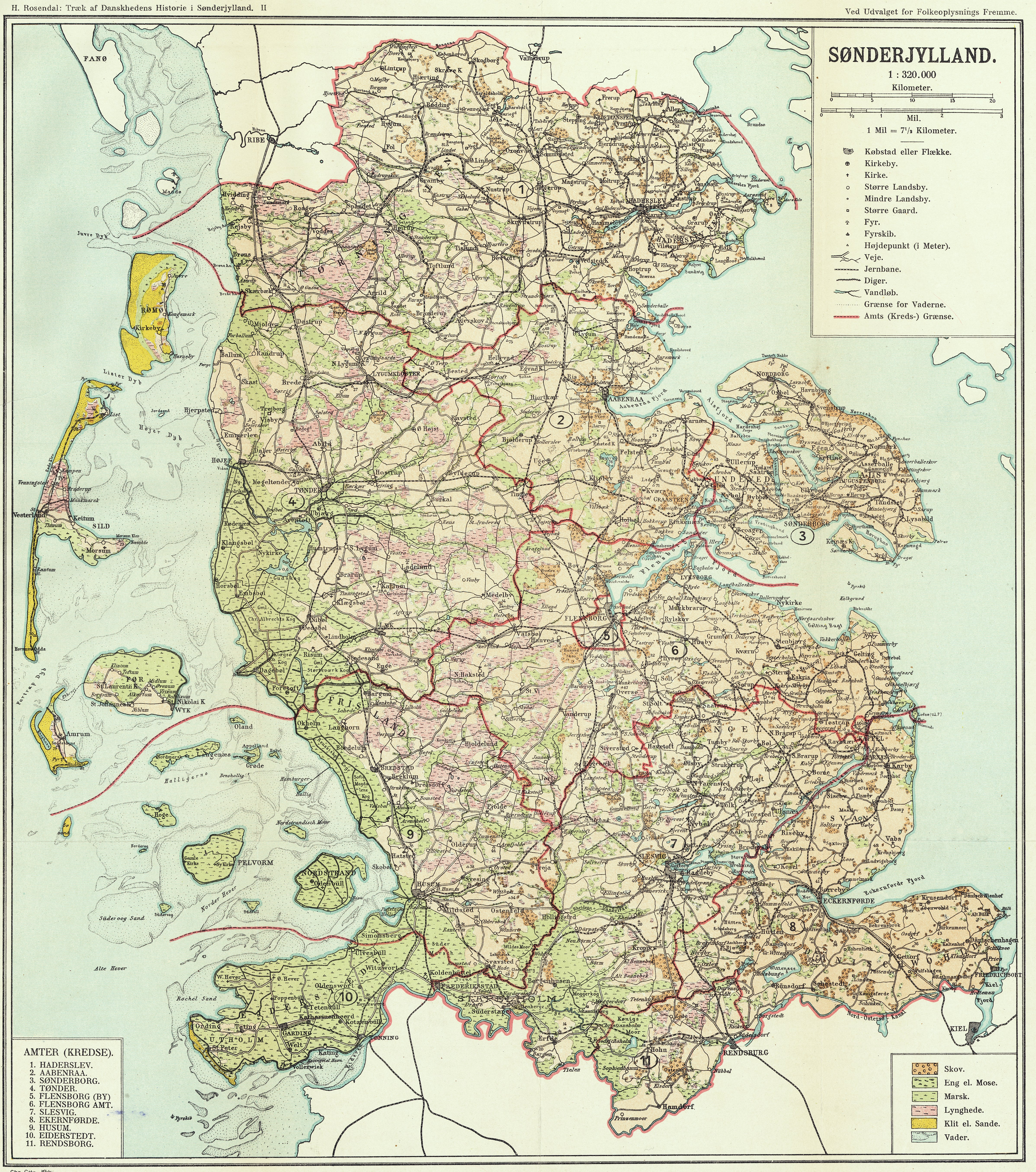
Hela det tyska Schleswig 1864-1920

Sønderjylland är den idag vanliga beteckningen på den sydligaste danska delen av den jylländska halvön, Nordslesvig. Namnet har dock tidigare betecknat hela Slesvig.

## Geografi
Dagens Sønderjylland sammanfaller i stort med Nordslesvig och motsvarar området för det tidigare Sønderjyllands amt.
Ursprungligen var Sønderjylland en benämning på hela det område mellan Kongeån och Eider som kom att bli hertigdömet Slesvig, och namnen har använts parallellt.
Sønderjylland ligger, som namnet antyder, söderut, närmare bestämt söder om Kongeån. Det kommer därför ofta att kallas Sydjylland, även om Sydjylland i andra sammanhang istället kan avse ett område just norr om Sønderjylland.

## Historia
På medeltiden hölls Sønderjyllands första landsting i Urnehoved. Sønderjylland, som grundades under 1100-talet, blev under 1200-talet hertigdöme och styrdes under lång tid från staden Slesvig, som även kom att ge namn åt Sønderjylland. Hertigdömet som låg vid gränsen mot Tyskland sökte så småningom även bundsförvanter i söder, framför allt i Holstein, och området har i århundraden varit en källa till territoriella konflikter och haft skiftande tillhörighet.
Till stor del genom landköp under Margrete I 1407 (men även genom tidigare avträdelser, några redan i slutet av 1200-talet) tillföll delar av området den danska kronan, de så kallade "kungliga enklaverna" (de kongerigske enklaver, även kallade Det blandede Distrikt) och hertigdömet Slesvig blev därigenom inte längre identiskt med det tidigare Sønderjylland. Många av enklaverna var små och omfattade bara enstaka gårdar, medan andra var större sammanhängande områden; flera av dem utgjordes av delar av de Nordfrisiska öarna. År 1855 omfattade de kungliga enklaverna sammanlagt 530,55 km2 och hade totalt 15 616 invånare.
Efter det dansk-tyska kriget 1864 kom Sønderjylland/Slesvig (med avträdelser av Ribe Herred kring Ribe, Nørre Tyrstrup Herred söder om Kolding samt Ærø i utbyte mot de danska kungliga enklaverna) att, genom freden i Wien, tillfalla Preussen.
Efter den tyska förlusten i första världskriget, och en lokal folkomröstning 1920, kom Nordslesvig åter att bli danskt, efter att ha varit tyskt sedan 1864. Efter en andra folkomröstning beslutades dock att övriga Slesvig, Sydslesvig, skulle fortsätta tillhöra Tyskland, inom fristaten Preussen.
Under hela den drygt fem år långa tyska ockupationen under andra världskriget förblev den dansk-tyska gränsen oförändrad. Efter kriget, sommaren 1945, erbjöds den nya danska regeringen Syd- och "Mellanslesvig" (zonerna II och III vid folkomröstningen), men på villkor att man i så fall tog hand om drygt 100 000 tyska civila flyktingar. Mot många dansk-slesvigska protester sade regeringen nej, och den södra delen av Slesvig är sedan 1946 en del av det tyska Schleswig-Holstein.

## Minoritetsspråk
I det danska Sønderjylland bor idag, framför allt i de södra och östra delarna, cirka 12 000–15 000 tysktalande danskar och tyska har fått status som officiellt minoritetsspråk. Samtidigt bor det i Sydslesvig cirka 50 000 dansktalande tyskar. År 1955 kom Köpenhamn-Bonn-deklarationerna som förklarade dessa båda minoritetsgruppers språkliga och kulturella rättigheter, och nationella spänningar i gränsområdet är numera sällsynta. Därtill kommer cirka 10 000 nordfrisisktalande tyskar i västra Sydslesvig.